# Coupe d'Allemagne de patinage artistique 2002
Navigation
Édition précédente Édition suivante
La Coupe d'Allemagne était une compétition internationale de patinage artistique qui se déroulait en Allemagne au cours de l'automne, entre 1986 et 2004. Elle accueillait des patineurs amateurs de niveau senior dans quatre catégories: simple messieurs, simple dames, couple artistique et danse sur glace. En 2002, son nom officiel était Bofrost Cup on Ice (Coupe Bofrost sur glace, en français).
La seizième Coupe d'Allemagne est organisée du 8 au 10 novembre 2002 à Gelsenkirchen. Elle est la troisième compétition du Grand Prix ISU senior de la saison 2002/2003.

## Résultats

### Messieurs
| Rang | Nom                 | Pays        | Points | Prog. court | Prog. libre |
| ---- | ------------------- | ----------- | ------ | ----------- | ----------- |
| 1    | Evgeni Plushenko    | Russie      | 1.5    | 1           | 1           |
| 2    | Aleksandr Abt       | Russie      | 3.0    | 2           | 2           |
| 3    | Li Chengjiang       | Chine       | 4.5    | 3           | 3           |
| 4    | Michael Weiss       | États-Unis  | 7.5    | 7           | 4           |
| 5    | Sergei Davydov      | Biélorussie | 8.0    | 6           | 5           |
| 6    | Vakhtang Murvanidze | Géorgie     | 10.5   | 9           | 6           |
| 7    | Andrejs Vlascenko   | Allemagne   | 10.5   | 5           | 8           |
| 8    | Frédéric Dambier    | France      | 11.0   | 4           | 9           |
| 9    | Silvio Smalun       | Allemagne   | 12.5   | 11          | 7           |
| 10   | Ben Ferreira        | Canada      | 14.0   | 8           | 10          |
| 11   | Daisuke Takahashi   | Japon       | 16.0   | 10          | 11          |

### Dames
| Rang | Nom                 | Pays       | Points | Prog. court | Prog. libre |
| ---- | ------------------- | ---------- | ------ | ----------- | ----------- |
| 1    | Yoshie Onda         | Japon      | 2.0    | 2           | 1           |
| 2    | Fumie Suguri        | Japon      | 2.5    | 1           | 2           |
| 3    | Susanna Pöykiö      | Finlande   | 5.5    | 5           | 3           |
| 4    | Jennifer Robinson   | Canada     | 6.0    | 4           | 4           |
| 5    | Amber Corwin        | États-Unis | 8.0    | 6           | 5           |
| 6    | Elena Liashenko     | Ukraine    | 9.5    | 3           | 8           |
| 7    | Susanne Stadlmüller | Allemagne  | 11.0   | 8           | 7           |
| 8    | Tamara Dorofejev    | Hongrie    | 11.5   | 11          | 6           |
| 9    | Sabina Wojtala      | Pologne    | 13.5   | 9           | 9           |
| 10   | Julia Lautowa       | Autriche   | 14.5   | 7           | 11          |
| 11   | Annette Dytrt       | Allemagne  | 15.0   | 10          | 10          |

### Couples
| Rang    | Nom                                 | Pays       | Points | Prog. court | Prog. libre |
| ------- | ----------------------------------- | ---------- | ------ | ----------- | ----------- |
| 1       | Shen Xue / Zhao Hongbo              | Chine      | 1.5    | 1           | 1           |
| 2       | Julia Obertas / Alexei Sokolov      | Russie     | 3.5    | 3           | 2           |
| 3       | Dorota Zagórska / Mariusz Siudek    | Pologne    | 5.0    | 4           | 3           |
| 4       | Maria Petrova / Aleksey Tikhonov    | Russie     | 5.0    | 2           | 4           |
| 5       | Rena Inoue / John Baldwin           | États-Unis | 8.0    | 6           | 5           |
| 6       | Jacinthe Larivière / Lenny Faustino | Canada     | 8.5    | 5           | 6           |
| 7       | Eva-Maria Fitze / Rico Rex          | Allemagne  | 10.5   | 7           | 7           |
| 8       | Nicole Nönning / Matthias Bleyer    | Allemagne  | 12.5   | 9           | 8           |
| Abandon | Kristy Wirtz / Kris Wirtz           | Canada     |        | 8           |             |

### Danse sur glace
| Rang | Nom                                       | Pays      | Points | Danse imposée | Danse originale | Danse libre |
| ---- | ----------------------------------------- | --------- | ------ | ------------- | --------------- | ----------- |
| 1    | Albena Denkova / Maxim Staviski           | Bulgarie  | 2.0    | 1             | 1               | 1           |
| 2    | Galit Chait / Sergei Sakhnovski           | Israël    | 4.4    | 3             | 2               | 2           |
| 3    | Kati Winkler / René Lohse                 | Allemagne | 5.6    | 2             | 3               | 3           |
| 4    | Marie-France Dubreuil / Patrice Lauzon    | Canada    | 8.0    | 4             | 4               | 4           |
| 5    | Natalia Gudina / Alexei Beletski          | Israël    | 10.0   | 5             | 5               | 5           |
| 6    | Miriam-Olivia Steinel / Vladimir Tsvetkov | Allemagne | 12.0   | 6             | 6               | 6           |
| 7    | Veronika Moravkova / Jiri Prochazka       | Tchéquie  | 14.0   | 7             | 7               | 7           |
| 8    | Roxane Petetin / Matthieu Jost            | France    | 16.0   | 8             | 8               | 8           |
| 9    | Alla Beknazarova / Yuri Kocherzhenko      | Ukraine   | 18.0   | 9             | 9               | 9           |
| 10   | Jill Vernekohl / Dmitri Kurakin           | Allemagne | 20.6   | 10            | 11              | 10          |
| 11   | Marta Paoletti / Fabrizio Pedrazzini      | Italie    | 21.4   | 11            | 10              | 11          |

## Source
- Patinage Magazine N°86 (Janvier-Février 2003)